# Stillern (Raisting)

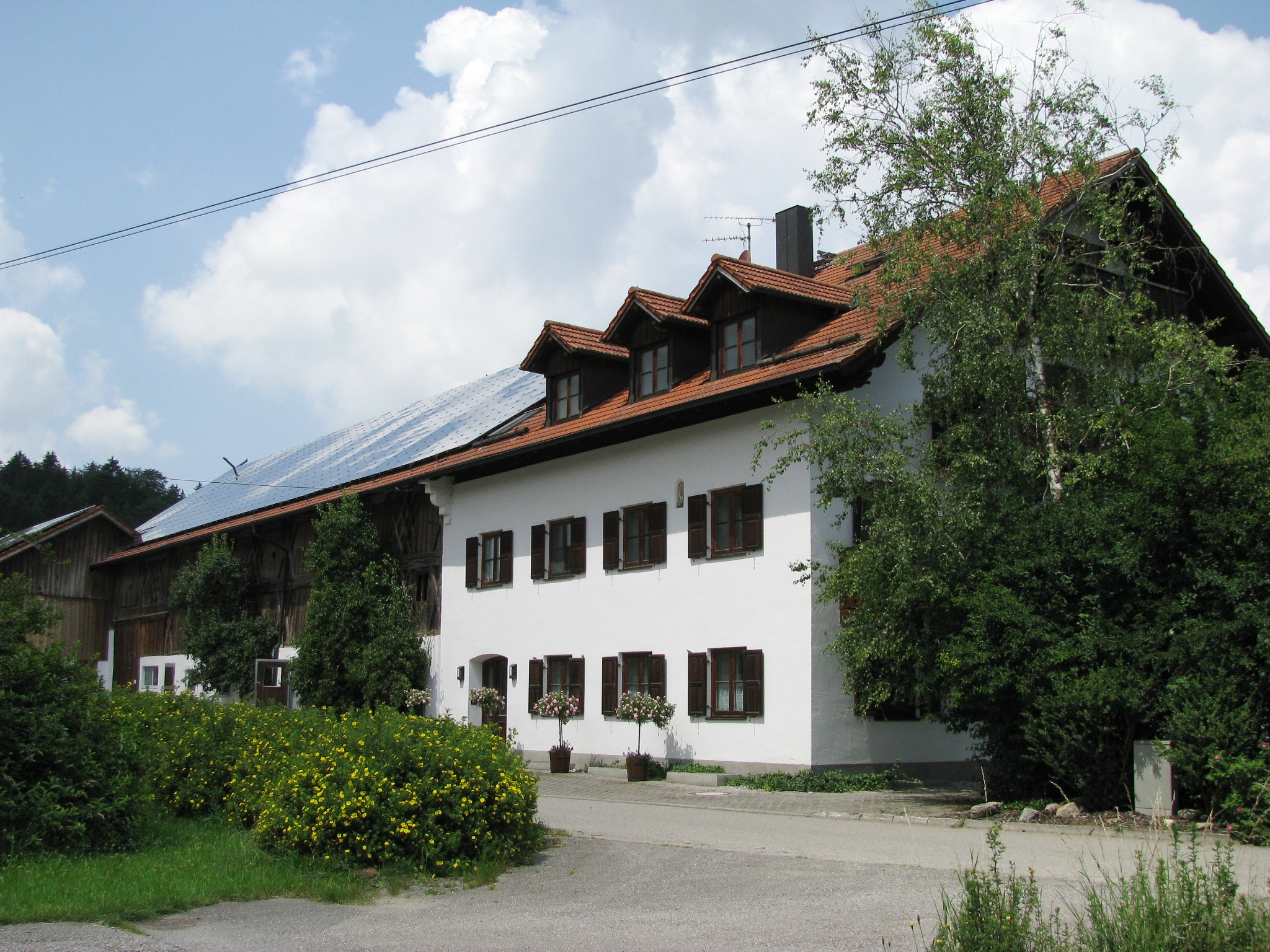
Bauernhaus von 1719 in Stillern

Stillern ist ein Ortsteil der Gemeinde Raisting im oberbayerischen Landkreis Weilheim-Schongau.

## Geografie
Der Weiler Stillern liegt circa drei Kilometer südwestlich von Raisting im Tal der Rott.
Stillern ist von drei Seiten von Wald umgeben, westlich erstreckt sich der Forst Bayerdießen.
Durch Stillern verläuft der Münchner Jakobsweg.

## Geschichte
Im Gebiet von Stillern verlief die Römerstraße von Gauting nach Epfach, im Mittelalter diente die Wegführung dem Abtransport von Holzkohle aus dem nahegelegenen Wald.
Bewohnt wurde Stillern vermutlich erstmals im 12. Jahrhundert als Einsiedelei eines Mönches.
Stillern hieß zunächst Pählschwang, da es als Weideland dem Hochschloss Pähl diente. Schließlich fiel Stillern an das Kloster Wessobrunn, das die heutige Kapelle samt Klause errichten ließ. Nach wie vor wurde die Klause von einem Mönch bewohnt, der Reisende auf dem Weg von München in die Alpen verpflegte.
Im 16. Jahrhundert übernahmen die Stiller von Forst die Waldweide und nutzten sie als landwirtschaftlichen Betrieb, seitdem wird das ehemalige Pählschwang als Stillern bezeichnet.
Im Jahr 1615 werden schließlich die Kapelle St. Stephanus und zwei Höfe erwähnt.
Stillern gehörte dann bis zur Gebietsreform zur ehemaligen Gemeinde Haid, seitdem zur Gemeinde Raisting.

## Sehenswürdigkeiten
In Stillern befindet sich die Wallfahrtskapelle St. Stephanus von 1664.
Siehe auch: Liste der Baudenkmäler in Stillern